# Ecoregio's van Zuid-Afrika

Ecoregio's van Zuidelijk Afrika
01. []
07. []
10. []
12. []
13. []
14. []

De ecoregio's van Zuid-Afrika behoren tot de ecozone van het Afrotropisch gebied, behoudens Prins Edward- en Marioneiland, die tot het Antarctisch gebied gerekend worden. Zij vertonen een rijke verscheidenheid en behoren tot niet minder dan zeven verschillende biomen en drie verschillende florarijken.
Het World Wildlife Fund erkent de volgende ecoregio's

## 01. Tropisch regenwoud
- AT0115 Bergwouden van Knysna-Amatole
- AT0116 Kustbossenmozaïek van de Zuid-Afrikaanse oostkust
- AT0119 Kustbossenmozaïek van Maputaland

## 07. Tropische graslanden en savannes
- AT0709 Acacia-Baikiaeabosland van de Kalahari
- AT0717 Bosveld van Zuidelijk Afrika
- AT0725 Mopane- en Zambeziboslanden

## 10. Berggraslanden
- AT1003 Hooggebergtegrasland van de Drakensbergen
- AT1004 Berggrasland, bosland en bos van de Drakensbergen
- AT1009 Graslanden van het hogeveld
- AT1012 Bosland en stuikgewas van Maputaland-Pondoland

## 11. Toendra
- AN1104 Prins Edwardeilanden

## 12. Mediterrane bossen, bosland en struwelen
- AT1201 Zuurveldstruikgewas
- AT1202 Laaglandfynbos en -renosterveld
- AT1203 Hooglandfynbos en -renosterveld

## 13. Woestijnen en droge struwelen
- AT1309 Kalahari droge savanne
- AT1314 Nama-Karoo
- AT1322 Succulenten-Karoo

## 14. Mangrovebossen
- AT1405 Mangrovebossen van Zuid-Afrika en Mozambique

De drie mediterrane ecoregio's vormen samen het florarijk Capensis, en Prins Edward- en Marioneiland (mogelijk) tot Antarctis, de andere ecoregio's behoren tot Paleotropis.
AT0115 Bergwouden · 
AT0116 Kustbossen · 
AT0119 Maputaland · 
AT0708 Kalahari bosland · 
AT0717 Bosveld · 
AT0725 Mopanebosland · 
AT1003 Hoge Drakensbergen · 
AT1004 Lage Drakensbergen

AT1009 Hogeveld · 
AT1012 Pondoland · 
AN1104 Marioneiland · 
AT1201 Zuurveld · 
AT1202 Laag fynbos · 
AT1203 Hoog fynbos · 
AT1309 Kalahari droge savanne · 
AT1314 Nama-Karoo · 
AT1322 Succulenten-Karoo · 
AT1405 Mangrovebossen